# Wagah
Wagah (वाघा en hindi,واگها en urdu) és l'únic pas fronterer entre l'índia i el Pakistan, a la ruta del "Grand Trunk Road" entre les ciutats d'Amritsar (índia) i Lahore (Pakistan), al Panjab.
Per Wagah hi passa la polèmica Radcliffe Line. La vila va ser unificada abans de la partició el 1947. Avui, la meitat oriental forma part de l'Índia, mentre l'altra part es troba al Pakistan.
Cada vespre, a Wagah s'hi fa una cerimònia pel tancament de la frontera. Soldats de tots dos països protagonitzen una pintoresca cerimònia, carregada de bel·licositat, que acaba amb la baixada de les dues banderes.
Des de 2004 existeix un servei d'autobusos que relliga Amristar i Lahore.

## enllaços externs
- Video de la cerimònia de tancament de la frontera